# Chica ideal
«Chica ideal» es una canción interpretada por el cantante colombiano Sebastián Yatra en colaboración con el cantante puertorriqueño Guaynaa. La canción fue escrita por Yatra, Guaynaa, Daniel Pérez, Manuel Bustillo, Andy Clay, Juan Camilo Vargas, Keityn y producida por Ovy on The Drums. A través de la discográfica Universal Music Latino, la canción fue lanzada el 16 de octubre de 2020.

## Antecedentes
La canción es una interpolación de la canción de 2003 «Quiero una chica» del dúo colombiano Latin Dreams.
Comercialmente, la canción encabezó las listas de éxitos musicales de Costa Rica, El Salvador, Guatemala, Honduras, Puerto Rico, Argentina y Estados Unidos, ubicándose entre el top cinco de todos los países de Latinoamérica. Además, alcanzó el puesto ocho en las listas Argentina Hot 100 y Mexico Airplay, el número diez en las listas de España y el número trece en la lista musical Hot Latin Songs de Estados Unidos.
En febrero de 2021, se lanzó una versión remix de la canción que cuenta con la colaboración del rapero y productor estadounidense will.i.am.

## Video musical
El video musical de la canción representa una «fantasía post-COVID-19». Muestra a Yatra y Guaynaa jugando básquetbol en el año 2020 junto con un grupo de personas con mascarillas. Después de perdieran la pelota y la buscaran en los árboles, terminan en una fiesta en la piscina iluminada (sin pandemia) en el año 2021. El video cuenta con la aparición de la actriz argentina Soledad Fandiño.[cita requerida]

## Posicionamiento en listas
| Listas (2020–21)                         | Mejor posición |
| ---------------------------------------- | -------------- |
| Argentina (Argentina Hot 100)            | 8              |
| Argentina Airplay (Monitor Latino)       | 1              |
| Bolivia (Monitor Latino)                 | 2              |
| Chile (Monitor Latino)                   | 5              |
| Colombia (Monitor Latino)                | 4              |
| Colombia (National-Report)               | 4              |
| Colombia (National-Report) versión remix | 97             |
| Costa Rica (Monitor Latino)              | 1              |
| Ecuador (Monitor Latino)                 | 2              |
| El Salvador (Monitor Latino)             | 1              |
| Guatemala (Monitor Latino)               | 1              |
| Honduras (Monitor Latino)                | 1              |
| Latinoamérica (Monitor Latino)           | 4              |
| México (Monitor Latino)                  | 7              |
| Mexico Airplay (Billboard)               | 8              |
| Nicaragua (Monitor Latino)               | 4              |
| Panamá (Monitor Latino)                  | 3              |
| Paraguay (Monitor Latino)                | 4              |
| Perú (Monitor Latino)                    | 2              |
| Puerto Rico (Monitor Latino)             | 1              |
| España (PROMUSICAE)                      | 10             |
| Uruguay (Monitor Latino)                 | 4              |
| Estados Unidos (Hot Latin Songs)         | 13             |
| Estados Unidos (Latin Pop Airplay)       | 1              |
| Venezuela (Monitor Latino)               | 5              |